# Italia (Romerska riket)
Se Italien för den moderna staten, och Italia (luftskepp).

Italias läge i romarriket under dess territoriella höjdpunkt

Italia var ett landområde i Romerska riket, som omfattade den italienska halvön och Poslätten, med gränser ungefär motsvarande det moderna Italien. Augustus delade in Italien i 11 regioner.